# Parafia św. Piotra w Karwinie-Dołach
Parafia św. Piotra w Karwinie-Dołach – parafia rzymskokatolicka znajdująca się w Karwinie, w dzielnicy Doły, w kraju morawsko-śląskim w Czechach. Należy do dekanatu Karwina diecezji ostrawsko-opawskiej.
Msze prowadzone są również w języku polskim dla polskiej mniejszości.

## Historia
Parafia powstała w XIV lub w pierwszej połowie XV wieku. Została wymieniona w spisie świętopietrza, sporządzonym przez archidiakona opolskiego Mikołaja Wolffa w 1447, pośród innych parafii archiprezbiteratu (dekanatu) w Cieszynie pod nazwą Arnoldi villa. Na podstawie wysokości opłaty w owym sprawozdaniu liczbę ówczesnych parafian (we wszystkich podległych wioskach) oszacowano na 150.
Pierwotnym wezwaniem było św. Marcina Biskupa i Wyznawcy, dopiero później zmieniono je na św. Piotra.
W okresie Reformacji kościół został przejęty przez ewangelików. 26 marca 1654 został im odebrany przez specjalną komisję. Następnie parafia została reaktywowana w składzie nowo utworzonego dekanatu frysztackiego. W 1736 wybudowano nowy kościół w stylu barokowym. W 1769 utworzono dekanat karwiński.
Po I wojnie światowej Karwina znalazła się w granicach Czechosłowacji, wciąż jednak podległa była diecezji wrocławskiej, pod zarządem specjalnie do tego powołanej instytucji zwanej: Knížebiskupský komisariát niský a těšínský. Kiedy Polska dokonała aneksji tzw. Zaolzia w październiku 1938 parafię jako jedną z 29 włączono do diecezji katowickiej, a 1 stycznia 1940 z powrotem do diecezji wrocławskiej. W 1947 obszar ten wyjęto ostatecznie spod władzy biskupów wrocławskich i utworzono Apostolską Administraturę w Czeskim Cieszynie, podległą Watykanowi. W 1978 obszar Administratury podporządkowany został archidiecezji ołomunieckiej. W 1996 wydzielono z archidiecezji ołomunieckiej nową diecezję ostrawsko-opawską.
Z powodu intensywnego wydobycia węgla kamiennego w okolicy ziemia opadła, a budynek kościoła przechylił się o 6,8° w kierunku południowym. Obecnie kościół jest chronionym zabytkiem i pamiątką z przeszłości, kiedy fedrunek pod Karwiną odbywał się na dużo większą skalę niż dziś. Kościół jest wciąż otwarty i każdego tygodnia przeprowadza msze w językach czeskim i polskim. W pobliżu kościoła zlokalizowany jest też stary cmentarz.